# Льежский филармонический оркестр
Лье́жский филармони́ческий орке́стр (фр. L’Orchestre Philharmonique de Liège) — бельгийский симфонический оркестр, базирующийся в Льеже. Первоначально Льежский симфонический оркестр, затем Оркестр Льежа; с 1983 г. носит нынешнее название.
Инициатива в создании нового коллектива принадлежала многолетнему директору Льежской консерватории Фернану Кине, настаивавшему на том, что оркестр консерватории не располагает достаточными организационно-финансовыми возможностями для того, чтобы обеспечивать потребности музыкальной жизни города и всего франкоязычного региона Бельгии. В 1959 г. распоряжением короля Бельгии была выделена государственная субсидия на содержание трёх симфонических оркестров: Национального оркестра Бельгии, Оркестра Национального института радиовещания и создаваемого заново Льежского оркестра. В 1960 г. конкурсная комиссия, в которую, помимо Кине, вошли ещё Леон Йонген, Эжен Биго и Анри Ганьебен, отобрала 71 оркестранта из 240 конкурсантов, и оркестр начал свою жизнь. Кине удалось сразу поднять оркестр на высокий уровень: уже в первые годы его существования в качестве солистов с Льежским оркестром выступали такие музыканты, как Эмиль Гилельс, Дьёрдь Цифра, Владимир Ашкенази, Вильгельм Кемпф, Давид Ойстрах, Айзек Стерн, Леонид Коган, Эмил Камиларов…

## Руководители оркестра
- Фернан Кине (1960—1964)
- Манюэль Розенталь (1964—1967)
- Пол Страус (1967—1977)
- Пьер Бартоломе (1977—1999)
- Луи Лангре (1999—2006)
- Паскаль Рофе (2006—2009)
- Франсуа Ксавье Рот (с 2009 г.)